# Miloslav Krucký
Miloslav Krucký (14. listopadu 1930 Řeporyje – 17. dubna 2015 Praha) byl český fotbalový útočník, trenér a činovník (funkcionář).

## Hráčská kariéra
V československé lize hrál za Dynamo Praha (dobový název Slavie), aniž by skóroval. Do Slavie přišel z Řeporyjí. V nižších soutěžích nastupoval také za B-mužstvo Slavie, Tankistu Praha, Žižku Tábor, Dynamo České Budějovice a Královodvorské železárny Králův Dvůr.

### Prvoligová bilance
| Ročník             | Zápasy | Góly | Minuty | Klub         |
| ------------------ | ------ | ---- | ------ | ------------ |
| I. liga 1954       | –      | 0    | –      | Dynamo Praha |
| CELKEM I. ČS. LIGA | –      | 0    | –      |              |

## Trenérská kariéra
Na konci 50. let 20. století přišel jako hráč do Králova Dvora. Zde také začal s trénováním a fotbalové mužstvo Královodvorských železáren vedl až do roku 1973. Od jara 1974 působil opět v Praze, kde převzal slávistický dorost. Po další dvě desetiletí byl trenérem mládeže a juniorky.

## Funkcionářská kariéra
V roce 1990 byl zvolen do výboru klubu SK Slavia Praha, později byl také sekretářem oddílu. Roku 1995 odešel do důchodu.

## Úmrtí
Zemřel 17. dubna 2015. Poslední rozloučení s Miloslavem Kruckým se konalo v pátek 24. dubna 2015 v motolském krematoriu.